# Шмидер, Алексей Анатольевич
Шмидер Алексей Анатольевич (род. 19 марта 1990 г.) — казахстанский ватерполист, защитник «Астаны» и сборной Казахстана.

## Биография

### Клубная карьера
- 4 место в чемпионате России (1) — 2010/11 в составе команды «Астаны»
- 5 место в чемпионате России 2011/12 в составе команды «Астаны»
- 5 место в чемпионате России 2012/13 в составе команды «Астаны"
- 4 место в чемпионате России 2013/14 в составе команды «Астаны»
- 4 место в чемпионате России 2014/15 в составе команды «Астаны»
- 1 место в чемпионате Кувейта 2015 года в составе «Кувейт Клаб»
- финал четырёх чемпионата Сербии 2016 года в составе ВК «Раднички»
- 6 место чемпионата России 2016/17 в составе команды «Астаны»

### Карьера в сборной
- Чемпион Пляжных Азиатских игр (1) — 2010
- Чемпион Азии (1) — 2012
- Чемпион Азиатских игр (1) - 2014
- Серебряный призёр чемпионата Азии (1) — 2009
- Чемпионата мира в г. Рим 2009 (16 место)
- Чемпионат мира в г. Барселона 2013 (13 место)
- Чемпионат мира в г. Казань 2015 (11 место)
- Чемпионат мира в г. Будапешт 2017 (11 место)
- Участник Олимпийских игр (1) — 2012 (11 место)